# Anna fra Æbeltoft
Anna fra Æbeltoft (eller Anna fra Ebeltoft) er en dansk stum romantisk komediefilm fra 1911 produceret af Nordisk Films Kompagni instrueret af Eduard Schnedler-Sørensen efter manuskript af Johannes Jacobsen.

## Handling
Den unge frøken Anna fra Ebeltoft inviteres med sin familie til København af kaptajn Bach i håbet om at få giftet sin søn løjtnant Peter med hende. De to unge mennesker er dog ikke meget for idéen, men som tiden går, bliver de alligevel forelskede i hinanden, og alt ender godt.

## Medvirkende
- Clara Wieth, som Frøken Anna
- Carlo Wieth, som løjtnant Peter
- Lauritz Olsen, som kaptajn Bach, Peters far
- Julie Henriksen, som Fru Bach
- Svend Bille, som kommis Hans Knudsen
- Frederik Buch, som pølsemager Holm, Annas far
- Ella la Cour, Annas mor
- Nicolai Brechling
- Zanny Petersen
- Aage Lorenzen
- H. C. Nilsen